# فهرست بسترهای اشتراک‌گذاری و توزیع پادکست
فهرست بسترهای اشتراک‌گذاری و توزیع پادکست، کارخواه پادکست یا پادکچر (انگلیسی: List of podcast clients) برنامه‌های رایانه‌ای یا برنامه تلفن همراه هستند که برای پخش یا دانلود پادکست‌ها از طریق فید آراس‌اس یا اکس‌ام‌ال استفاده می‌شوند.
در حالی که برنامه‌های پادکست بیشتر برای پخش و دانلود پادکست‌های صوتی شناخته شده‌اند، بسیاری از آن‌ها می‌توانند پادکست‌های ویدئویی، فیدهای خبری، متن و تصاویر را نیز دانلود کنند. برخی از این پادکچرها می‌توانند فایل‌های صوتی یا تصویری دریافتی را به یک ام‌پی‌تری پلیر منتقل کنند. اکثر برنامه‌ها شامل فهرستی قابل جستجو از پادکست‌ها هستند (که توسط اپل پادکستس یا پادکست ایندکس فهرست شده‌اند)، همچنین به کاربران اجازه می‌دهند با ارائه یوآرال به‌طور مستقیم در یک فید آراس‌اس پادکست مشترک شوند.
مفاهیم اصلی آن از سال ۲۰۰۰ در حال توسعه بود و اولین نرم‌افزار برنامه پادکست در سال ۲۰۰۱ توسعه یافت.
زمانی که اپل در ژوئن ۲۰۰۵، پادکست‌ها را به نرم‌افزار آی‌تیونز ۴/۹ و ام‌پی‌تری پلیر آی‌پاد خود اضافه کرد، پادکست‌ها محبوب شدند. اپل پادکستس در حال حاضر در همه دستگاه‌های اپل مانند رایانه‌های آی‌پد، آی‌فون و مکینتاش گنجانده شده است.

## برنامه‌های پادکست
| عنوان        | شرح                                                                         | سیستم عامل                                                                                     |
| ------------ | --------------------------------------------------------------------------- | ---------------------------------------------------------------------------------------------- |
| آماروک       | پخش‌کننده موسیقی و کارخواه پادکست                                            | فری‌بی‌اس‌دی، لینوکس، مک‌اواس، ویندوز                                                              |
| آنتنا پاد    | مدیریت پادکست برای اندروید                                                  | اندروید                                                                                        |
| اپل پادکستس  | نرم‌افزار پادکست توسعه‌یافته توسط اپل، ساخته‌شده در دستگاه‌های اپل              | آی‌اواس، مک‌اواس، تی‌وی‌اواس، واچ اواس، ویندوز                                                     |
| اوداسی       | پخش، رادیو اینترنتی و پلت‌فرم پادکست                                         | اندروید، آی‌اواس، وب                                                                            |
| اودیبل       | برنامه کتاب صوتی و پادکست                                                   | اندروید، آی‌اواس، مک‌اواس، ویندوز                                                                |
| بریکر        | برنامه پادکست اجتماعی                                                       | آی‌اواس                                                                                         |
| کست‌باکس      | یک شبکه توزیع و پخش‌کننده پادکست                                             | آی‌اواس، اندروید، واچ اواس                                                                      |
| کست‌ماتیک     | سرویس‌گیرنده پادکست فری‌میوم برای اپل‌واچ، آی‌پد و آیفون                        | آی‌اواس، واچ اواس                                                                               |
| کلمنتاین     | پلتفرم چندسکویی آماروک                                                      | لینوکس، مک‌اواس، ویندوز                                                                         |
| سی‌پاد        | پخش‌کننده پادکست رومیزی چند پلتفرمی                                          | لینوکس، مک‌اواس، ویندوز                                                                         |
| دیزر         | برنامه پخش موسیقی و پادکست                                                  | اندروید، آی‌اواس، ویندوز، وب                                                                    |
| دابل تویست   | پخش‌کننده موسیقی اندروید با دایرکتوری پادکست و پشتیبانی از پادکست.           | اندروید                                                                                        |
| اسکیپ‌پاد     | یک برنامه پادکست ساده و سبک                                                 | اندروید                                                                                        |
| گنوم پادکست  | کارخواه پادکست ساده که برای محیط دسکتاپ گنوم توسعه یافته است                | لینوکس                                                                                         |
| گوگل پادکستز | برنامه پادکست توسعه‌یافته توسط گوگل                                          | اندروید، آی‌اواس، وب                                                                            |
| جی‌پادر       | کلاینت پادکست منبع باز که در پایتون با استفاده از +GTK نوشته شده است        | فری‌بی‌اس‌دی، لینوکس، مک‌اواس، ویندوز                                                              |
| هایپرکچر     | یک برنامه پادکست تعاملی                                                     | آی‌اواس                                                                                         |
| رادیو آی‌هارت | پخش، پادکست و پلتفرم رادیویی پخش توسط آی‌هارت‌مدیا                            | اندروید، آی‌اواس، وب                                                                            |
| لایفر        | جمع‌آوری اخبار برای فیدهای اخبار آنلاین، ویژگی‌های پشتیبانی از پادکست را دارد | فری‌بی‌اس‌دی، لینوکس، سولاریس                                                                     |
| مدیا مانکی   | سازمان‌دهندگان رسانه با سرویس گیرنده پادکست یکپارچه                          | اندروید، ویندوز                                                                                |
| میوزیک‌بی     | پخش‌کننده موسیقی با سرویس گیرنده پادکست یکپارچه                              | ویندوز                                                                                         |
| نت‌نیوز وایر  | یک آراس‌اس و خبرخوان اتم                                                     | آی‌اواس، مک‌اواس                                                                                 |
| اوورکست      | سرویس گیرنده پادکست فری‌میوم برای اپل‌واچ، آی‌پد و آیفون                       | آی‌اواس، واچ اواس، وب                                                                           |
| پلیر اف‌ام    | یک پادکست‌یاب و پخش‌کننده آفلاین                                              | اندروید، آی‌اواس، واچ اواس، وب                                                                  |
| پاکت کست     | یک کلاینت پادکست چند پلتفرمی                                                | اندروید، آی‌اواس، مک‌اواس، واچ اواس، وب، ویندوز                                                  |
| پادکست ادیکت | برنامه پادکست، کتاب صوتی و رادیو برای اندروید                               | اندروید                                                                                        |
| پادکست گورو  | پخش‌کننده پادکست برای موبایل و وب                                            | اندروید، آی‌اواس، وب                                                                            |
| پادر         | پخش‌کننده رایگان پادکست در دسکتاپ                                            | لینوکس، مک‌اواس، ویندوز                                                                         |
| پادفرند      | پخش‌کننده پادکست در دسکتاپ و مرورگر                                          | وب، ویندوز                                                                                     |
| پاد ال‌پی     | پخش‌کننده رایگان پادکست کای‌اواس                                              | کای‌اواس                                                                                        |
| پادوراما     | پخش‌کننده پادکست رایگان برای موبایل، دسکتاپ و وب                             | اندروید، آی‌اواس، مک‌اواس، ویندوز، وب                                                            |
| ریتم‌باکس     | برنامه پیش‌فرض مدیریت موسیقی برای گنوم                                       | لینوکس                                                                                         |
| استیچر       | ایستگاه رادیویی و کارخواه پادکست                                            | اندروید، آی‌اواس، وب                                                                            |
| تربل         | یک برنامه رایگان تلفن همراه برای کارخواه پادکست                             | اندروید، آی‌اواس، وب                                                                            |
| تونلن        | یک برنامه موبایل برای رادیوی و پادکست آنلاین                                | اندروید، آی‌اواس، ویندوز، پلی‌استیشن ۴، پلی‌استیشن ۵، ایکس‌باکس وان، ایکس‌باکس سری اکس و سری اس، وب |
| وی‌ال‌سی       | پخش‌کننده و فریم‌ورک چندرسانه‌ای چند پلتفرمی، شامل قابلیت پادکست               | لینوکس، مک‌اواس، ویندوز                                                                         |
| وکال         | یک کارخواه پادکست که برای المنتری او-اس طراحی شده است                       | لینوکس، المنتری او-اس                                                                          |
| وین‌امپ       | پخش‌کننده صوتی تجاری با گزینه لیت رایگان، از پادکست‌ها پشتیبانی می‌کند         | ویندوز                                                                                         |
| یوتیوب موزیک | برنامه پخش موسیقی با قابلیت پادکست توسط گوگل، جایگزین گوگل پادکدز می‌شود.    | اندروید، آی‌اواس، وب                                                                            |